# She Couldn't Take It
She Couldn't Take It é um filme de comédia norte-americano de 1935, feito na Columbia Pictures, dirigido por Tay Garnett, escrito por Charles Graham Baker, Gene Towne e Oliver H.P. Garrett, estrelado por George Raft e Joan Bennett.

## Elenco
- George Raft como Ricardi
- Joan Bennett como Carol Van Dyke
- Walter Connolly como Sr. Van Dyke
- Billie Burke como Sra. Van Dyke
- Lloyd Nolan como Tex
- Wallace Ford como Finger Boston
- Alan Mowbray como Alan Hamlin
- Donald Meek como Tio Wyndersham